# Đèo Cò Chạy

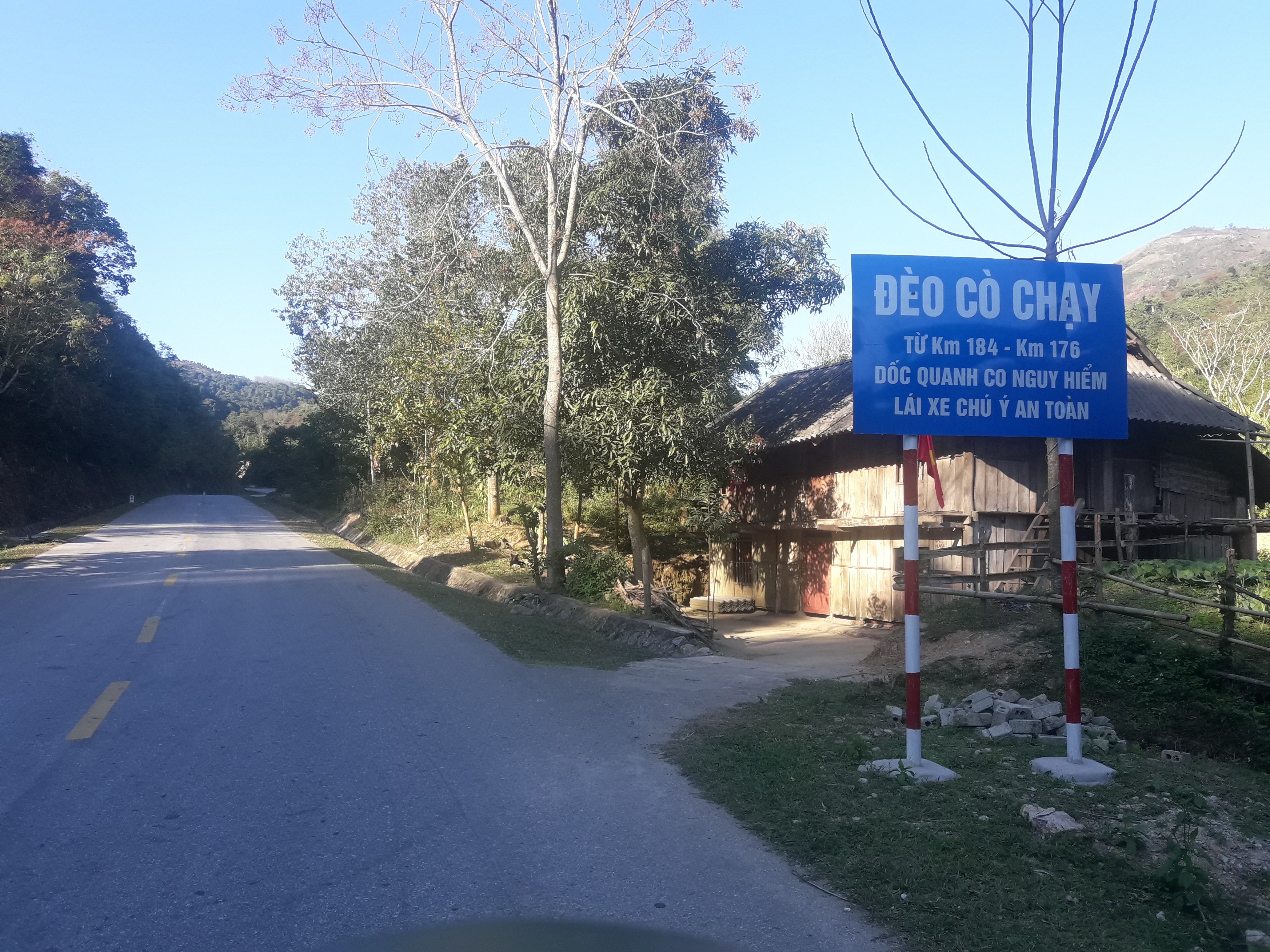
Biển báo Đèo Cò Chạy

Đèo Cò Chạy ("Cò Chay" là tên một loại cây theo tiếng thái phiên âm ra tiếng phổ thông) là đèo trên quốc lộ 12 ở huyện Điện Biên tỉnh Điện Biên, Việt Nam .

## Vị trí
Đèo Cò Chạy ở ranh giới giữa xã Thanh Nưa và Mường Pồn huyện Điện Biên, cách thành phố Điện Biên Phủ cỡ 13 km hướng bắc theo quốc lộ 12.
Tên đèo đặt theo tên bản Cò Chay xã Mường Pồn . Tuy nhiên người Kinh và du khách đã đọc chệch thành Cò Chạy, và thêu dệt ra chuyện "cò không thể bay qua mà chỉ có thể chạy qua đèo" .